# Tam giác eo biển Bass

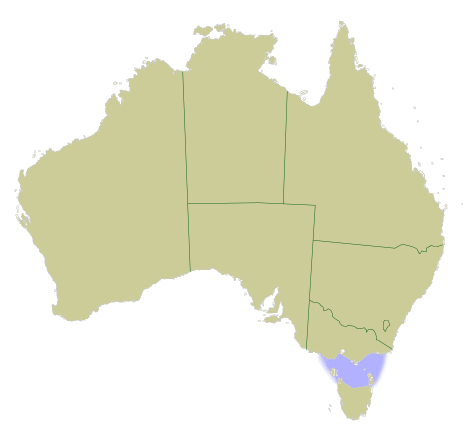
Bản đồ Úc với "tam giác" eo biển Bass được đánh dấu màu xanh nhạt.

Tam giác eo biển Bass là vùng biển ngăn cách các bang Victoria và Tasmania, bao gồm eo biển Bass, ở phía đông nam nước Úc. Thuật ngữ Tam giác eo biển Bass (lấy cảm hứng từ Tam giác Bermuda) dường như lần đầu tiên được sử dụng từ sau vụ mất tích của Valentich vào năm 1978 mặc dù khu vực này từng có tiếng xấu từ trước (tuy chưa bao giờ được gán cho các thế lực siêu nhiên).

## Địa lý của eo biển Bass
Eo biển Bass thường là một dải nước nông (độ sâu trung bình 50 m (160 ft)) rộng khoảng 300 km (190 mi) và 200 km (120 mi) từ bắc xuống nam, bao quanh toàn bộ bờ biển phía bắc của Tasmania và vùng trung tâm của Victoria cho đến bờ biển phía đông. Gió và dòng chảy thịnh hành là gió tây, sau đó bị chia cắt bởi đảo King, Tasmania ở lối vào phía tây eo biển, gây ra tình trạng biển khó lường, đặc biệt là khi gió mạnh xảy ra. Ví dụ, gió nam mạnh có thể gây ra dòng chảy phía bắc mạnh dội lại từ bờ biển Victoria. Sự kết hợp của gió, dòng chảy, thủy triều và đáy nông thường dẫn đến sóng cao, có chiều dài ngắn, với sóng biển động thấp lẫn lộn gây xung đột theo hướng gió.
Tất cả đều di chuyển đến những cảng sầm uất của Melbourne, Stanley, Burnie, Devonport, Bell Bay và Launceston và các đảo eo biển Bass như đảo King và đảo Flinders phải đi qua eo biển Bass, và đó cũng là tuyến đường được nhiều tàu thuyền lựa chọn đi qua bờ biển phía tây đến đông nước Úc. Hầu hết giao thông hàng không giữa Tasmania và lục địa Úc bay ít nhất một phần hoặc liền kề với nó.

## Sự cố hàng hải
Eo biển Bass được phát hiện sau vụ đắm tàu Sydney Cove vào năm 1797 và một trong những tàu tham gia chiến dịch trục vớt, thuyền nhỏ một buồm Eliza, đã mất tích trong chuyến trở về Sydney. Hàng trăm tàu thuyền lên đến kích cỡ tàu chở hàng rời thường gặp tai họa ở eo biển Bass kể từ thời điểm đó qua các rạn san hô, mắc cạn trên bờ biển hoặc trên các cồn cát ngầm ở cửa sông trong khi tiến vào cảng, hoặc bị chìm do sự bất thường về thời tiết, một số hàng chục con tàu đã biến mất đột ngột mà không để lại một dấu vết nào.
Việc băng qua vùng bắc-nam (và ngược lại) eo biển Bass thực tế hiếm khi xảy ra cho đến sau khi Melbourne được thành lập vào năm 1835. Từ năm 1838-1840, ít nhất bảy tàu bị mất tích trên đường đến hoặc rời khỏi khu định cư mới, chỉ nhận dạng có ba chiếc bị đắm tàu. Tin đồn rằng một số tàu này đã trở thành nạn nhân của những kẻ làm đắm tàu xem ra vô căn cứ, nguyên nhân chính có lẽ là do thời tiết xấu và hải đồ kém. Trong 100 năm tiếp theo, hàng chục tàu thuyền khác đã mất tích sau khi đi vào Eo biển, nhiều tàu không để lại dấu vết nào nữa. Một trong những vụ mất tích đáng kể nhất là tàu chiến HMS Sappho của Anh vào năm 1858, trong đó hơn một trăm người đã biến mất.

## Sự cố hàng không
Chiếc máy bay đầu tiên bị mất tích ở eo biển Bass là một chiếc Airco DH.9A của quân đội đã tham gia tìm kiếm chiếc thuyền buồm dọc mất tích Amelia J vào năm 1920 — nó được cho là đã rơi xuống biển ngoài khơi bờ biển phía nam của đảo Flinders.
Một trong những máy bay chở khách Eo biển Bass đầu tiên, De Havilland Express Miss Hobart, đã mất tích ngay sau khi được đưa vào phục vụ năm 1934, chỉ có một lượng nhỏ mảnh vỡ được tìm thấy trên bờ biển Victoria. Một năm sau, một chiếc máy bay tương tự đã biến mất cùng với tất cả phi hành đoàn ngoài khơi đảo Flinders. Nguyên nhân của cả hai vụ tai nạn trên có lẽ là sự kết hợp giữa lỗi của con người với thiết kế kém của máy bay.
Trong suốt Thế chiến II, một số máy bay — chủ yếu là máy bay ném bom Bristol Beaufort của Không quân Hoàng gia Úc (RAAF) — đã biến mất trong các cuộc tập trận ở eo biển Bass khi đang trên các chuyến bay ra khỏi căn cứ không quân, chủ yếu là khu căn cứ Đông Sale Không quân Hoàng gia Úc ở gần Sale, Victoria. Những vụ tai nạn này có thể là do phi hành đoàn thiếu kinh nghiệm đâm xuống biển trong khi thực hiện ném bom cấp thấp — tương tự những vụ tai nạn xảy ra trên đất liền.
Năm 1972, một chiếc máy bay De Havilland Tiger Moth do Brenda Hean và Max Price lái đã biến mất trên chuyến bay từ Tasmania đến Canberra như một phần của cuộc biểu tình chống lại việc làm ngập nước hồ Pedder cho một kế hoạch thủy điện. It Nó được cho là đã bị rơi trên biển ở đâu đó giữa Bờ Đông và Đảo Flinders. Người ta nghi ngờ vụ phá hoại này là do lợi ích từ phe ủng hộ phát triển gây ra.
Sự cố nổi tiếng nhất, và là sự kiện truyền cảm hứng cho những lời giải thích đượm màu sắc siêu linh, là vụ mất tích của Valentich năm 1978.